# Gabriel (película)
Gabriel (Gabriel en España y Arcángeles: La guerra entre el bien y el mal en Argentina), es una película de 2007 australiana, de género sobrenatural, acción y horror ambientada en el purgatorio. De ello se desprende la lucha del arcángel Gabriel para librar el purgatorio de los caídos del mal y salvar las almas de sus habitantes. Gabriel es el primer largometraje dirigido por Shane Abbess, quien también coescribió el guion junto a Matt Hylton Todd. Está protagonizada por Andy Whitfield como Gabriel, Dwaine Stevenson como Samael, Samantha Noble como Amitiel y Erika Heynatz como Lilith.
Como una película de acción, Gabriel es poco convencional para los estándares de cine australiano. Producido sin fondos del gobierno con un bajo presupuesto, el objetivo de los realizadores era crear una película que pudiera competir en los mercados internacionales y llegar a ser financieramente rentable.

## Trama
Desde el principio del tiempo, el cielo y el infierno han luchado por el purgatorio y las almas atrapadas en su interior. Cada bando ha enviado a siete guerreros: Arcángeles del cielo, los ángeles caídos del infierno respectivamente. Ellos deben asumir una forma humana para entrar en el purgatorio. El infierno se ha alcanzado el control, la transformación del purgatorio en una ciudad oscura y sórdida. El último Arcángel Gabriel (Andy Whitfield), trata de descubrir qué ha pasado con sus compañeros para restaurar la luz.

## Elenco
- Andy Whitfield es Gabriel.
- Dwaine Stevenson es Samael/Miguel.
- Samantha Noble es Amitiel/Jade.
- Erika Heynatz es Lilith.
- Harry Pavlidis es Uriel.
- Jack Campbell es Rafael.
- Michael Piccirilli es Asmodeus.
- Matt Hylton Todd es Ithuriel.
- Kevin Copeland es Ahriman.
- Brendan Clearkin es Balan.